# Issiar Dia
Pour les articles homonymes, voir Dia.
Issiar Dia (né le 8 juin 1987 à Sèvres dans le département des Hauts-de-Seine), est un footballeur franco-sénégalais, qui évolue au poste de milieu offensif ou d'attaquant,frère de l’ex footballeur du Fenerbahçe Mamadou Dia dont le fils Mohammed évoluait avec les jeunes du Cagliari avant son départ pour le Sénégal 
International sénégalais (il a été sélectionné en équipe de France espoirs), il a été préformé à l'INF Clairefontaine aux côtés de Mehdi Benatia et de Blaise Matuidi.

## Biographie

### Carrière en club
Originaire de la cité du Pont de Sèvres à Boulogne-Billancourt, Dia entre tout d'abord à l'INF Clairefontaine en 2000 avant de rejoindre le centre de formation de l'Amiens Sporting Club Football trois ans plus tard, avant de passer professionnel en 2004.
Il se fait remarquer le 24 novembre 2007 contre Lille en effectuant un incroyable slalom à partir du milieu de terrain pour offrir une passe décisive à Jonathan Brison. Le 28 mars 2010, à l'occasion d'une rencontre de Ligue 1 face au RC Lens, Dia réussi le premier triplé de sa carrière pour une large victoire de L'ASNL 5 à 1.
À Fenerbahçe, où il signe un contrat de quatre ans le 21 juillet 2010 pour une somme proche de 5 M€, il porte le numéro 92, en référence à son département d'origine, les Hauts-de-Seine. Issiar marque son premier but sous ses nouvelles couleurs seulement une minute après son entrée en jeu lors d'un match contre Manisaspor (victoire 3-1).

### Carrière internationale
Il est international sénégalais depuis le 8 juin 2008 où il est titulaire face à la Gambie. Il est à ce moment-là très apprécié par les Sénégalais qui voient en lui la relève de la génération 2002.
Il inscrit son premier but en sélection le 17 novembre 2010 à Saint-Gratien lors d'un match amical contre le Gabon (victoire 2-1).

## Résumé de carrière
| Saison      | Club              | Pays | Championnat        | Championnat | Championnat | Coupes nationales | Coupes nationales | Coupes nationales | Coupes nationales | Coupe d'Europe | Coupe d'Europe | Coupe d'Europe |
| Saison      | Club              | Pays | Division           | Matchs      | Buts        | Coupe de la Ligue | Coupe de la Ligue | Coupe de France   | Coupe de France   | Type           | Matchs         | Buts           |
| Saison      | Club              | Pays | Division           | Matchs      | Buts        | Matchs            | Buts              | Matchs            | Buts              | Type           | Matchs         | Buts           |
| ----------- | ----------------- | ---- | ------------------ | ----------- | ----------- | ----------------- | ----------------- | ----------------- | ----------------- | -------------- | -------------- | -------------- |
| 2003 - 2004 | Amiens SC         |      | Ligue 2            | -           | -           | -                 | -                 | ?                 | ?                 | -              | -              | -              |
| 2004 - 2005 | Amiens SC         |      | Ligue 2            | 14          | 0           | 1                 | 0                 | ?                 | ?                 | -              | -              | -              |
| 2005 - 2006 | Amiens SC         |      | Ligue 2            | 29          | 8           | 1                 | 0                 | ?                 | ?                 | -              | -              | -              |
| 2006 - 2007 | Amiens SC         |      | Ligue 2            | 2           | 0           | -                 | -                 | -                 | -                 | -              | -              | -              |
| 2006 - 2007 | AS Nancy-Lorraine |      | Ligue 1            | 27          | 1           | 2                 | 0                 | 1                 | 1                 | C3             | 6              | 1              |
| 2007 - 2008 | AS Nancy-Lorraine |      | Ligue 1            | 31          | 1           | 2                 | 1                 | 1                 | 0                 | -              | -              | -              |
| 2008 - 2009 | AS Nancy-Lorraine |      | Ligue 1            | 24          | 3           | 2                 | 0                 | 1                 | 0                 | C3             | 5              | 0              |
| 2009 - 2010 | AS Nancy-Lorraine |      | Ligue 1            | 33          | 8           | 1                 | 1                 | 1                 | 0                 | -              | -              | -              |
| 2010 - 2011 | Fenerbahçe SK     |      | Süper Lig          | 25          | 2           | -                 | -                 | -                 | -                 | C1             | 1              | 0              |
| 2011 - 2012 | Fenerbahçe SK     |      | Süper Lig          | 18          | 4           | -                 | -                 | -                 | -                 | -              | -              | -              |
| 2012 - 2013 | Lekhwiya          |      | Qatar Stars League | ?           | ?           | -                 | -                 | -                 | -                 | -              | -              | -              |

 Dernière mise à jour le 5 mai 2013 

## Palmarès
Après avoir commencé sa carrière en France, il rejoint Fenerbahçe avec qui il est champion de Turquie en 2011 et remporte la Coupe de Turquie en 2012.
Parti ensuite au Lekhwiya avec qui il est champion du Qatar en 2014  après avoir été vice-champion en 2013. Il remporte également la Coupe du Qatar en 2013.